# CLion
CLion — інтегроване середовище розробки для мови програмування «C++». Стан CLion — безкоштовна пробна версія на 30 днів. Підходить для операційних систем «Windows», «macOS», и «Linux».

## Що нового
З оновленням 2017.1 середовище розробки «CLion» дізналася про C++14 і C++17. Це покращує досвід налагодження з метою розробки та модульного тестування з підтримкою фреймворку Catch. Крім того, користувачі Windows можуть перевірити нову експериментальну підтримку компілятора «Microsoft Visual C++».З 2025.1 IDE безкоштовне для некомерційного використання.